# Rene Benedetti
Rene Benedetti   (Toló, 10 de juny de 1901 - París, 19 d'octubre de 1975) fou un violinista i pedagog musical francès.

## Biografia
René Benedetti va començar a estudiar el violí de ben jove. Va debutar als 11 anys sota la direcció de Gabriel Pierné. Després va estudiar amb Édouard Nadaud (1862-1928) al Conservatori de París i amb Firmin Touche a la "Schola Cantorum", obtenint el primer Premi el 1918. En la primera fase de la seva carrera, va iniciar l'activitat concertística i va ser el primer violinista a França que va tocar en directe la completa de les Sonates i Partitas de Bach i de 24 Capricci de Paganini. Benedetti va guanyar el "Prix Édouard Nadaud" el 1922. Al llarg de diversos anys va participar en la revisió de "Les Concerts Jean Wiéner" dedicada a la música contemporània. A partir de 1941, Benedetti va formar un trio amb Joseph Benvenuti i André Navarra. El mateix any va fer una gravació del Concert n. 1 de Paganini amb cadència pròpia (1940).
El 1942 Benedetti va ser el successor de la càtedra de Firmin Touche al Conservatori de París; Benedetti va ocupar la presidència fins al 1971; entre els seus nombrosos estudiants hi ha:
| - Ayla Erduran, - Guy Lumia, - Blanche Tarjus, - Clara Bonaldi, - Luben Yordanoff, - Christian Ferras, - Gérard Jarry, - Emmanuel Krivine, - Jean-Jacques Kantorow, | - Neville Marriner, - Jean-Pascal Tortelier, - Jacques Israelievitch, - Yuval Waldman, - Henrik Sachsenskjold, - Jean Cousineau, - Yukari Cousineau, - Evelio Tieles Ferrer - Lim Kek Tjiang (del Quartet Lim). |

Benedetti va publicar una revisió de les Sonates and Partitas de Bach (1947) i Capricci de Paganini (1952).